# هوخيفين
هوخيفين Hoogeveen  (بالهولندية: ɦo:.ɣə.ˈve:nˈ ) مدينة وبلدية هولندية تقع في الشمال الشرقي للبلاد بمقاطعة درينته.

## طوبوغرافيا
خريطة طوبوغرافية هولندية لبلدية هوخيفين، 2013.

## توأمة
لهوخيفين اتفاقيات توأمة مع:
- براتشيانو

## أعلام
- فيفيان ميديما
- ايريك باكر
- إريك ديكر